# Morosphaeriaceae
Morosphaeriaceae es una familia de hongos en el orden Pleosporales. Contiene 2 géneros.